# مسجد الشافعي
مسجد الشافعي يقع المسجد في حارة المظلوم في مدينة جدة التاريخية في المملكة العربية السعودية، وقيل أن منارته بنيت في القرن السابع الهجري الموافق للقرن الثالث عشر ميلادي، وهو مسجد فريد في بنيان عمارته، حيث أنه مسجد مربع الأضلاع ووسطه مكشوف للقيام بمهام التهوية، وقد شهد المسجد أعمال ترميمية لصيانته، حيث تقام الصلاة فيه حتى وقتنا الحاضر.

## البناء
بنيت منارة مسجد الشافعي في القرن الثالث عشر الميلادي السابع الهجري، عمارة المسجد تتكون من مربع وسطه مكشوف للقيام بعملية التهوية، وتم بناء المسجد باستخدامه المواد التقليدية في عملية البناء، والمكونة من الطين البحري والحجر المنقبي والأخشاب وهي من المواد الأساسية التي كان سكان جدة يعتمدون عليها بحكم طبيعة الأجواء، ويعد المسجد أحد أهم المواقع الإسلامية في المدينة، إذ يحكي واقع الإسلام قبل 1400 عام، ويأخذ المسجد شكل البناء المستطيل الشكل وينقسم إلى قسمين، ويمتد من الغرب إلى الشرق، فالجزء الغربي يمتد على هيئة صحن مكشوف مربع الشكل وسط دكة ترتكز على أربعة أعمدة، والقسم الثاني هو الجزء الشرقي، وهو إيوان القبلة، ويحتوي على صفين من البوائك، تعلوها عقود مدببة تقسم الإيوان إلى ثلاثة إيوانات موازية لحائط القبلة، وتقوم عقود البوائك على أعمدة بعضها رخامي، وتنتهي بمقرنصات من ثلاثة صفوف، وبعضها الآخر مبني من الحجر، وتعود هذه الأعمدة إلى العصر العثماني .

## قيمة المسجد التاريخية
يعود تاريخ بناء مسجد الشافعي إلى زمن الخليفة عمر بن الخطاب رضي الله عنه، فيما كانت آخر عملية إصلاح وترميم للمبنى قبل 500 عام، ومنذ تلك السنوات والمسجد لم يشهد أي عملية ترميم، حيث استخدمت في بنائه المواد الأولية التي استخدمت في القرون الماضية والتي تعتمد على الطين البحري والحجر المنقبي والأخشاب، وخلال عملية التنقيب والبحث في المسجد عثر على محراب تحت المحراب الحالي للمسجد يتجاوز عمره 1000 عام، كما عثر على أحجار كريمة ومرجان تحت الترميمات التي نفذت قبل 500 عام .

## الترميم
تبنى الملك عبد الله بن عبد العزيز ملك المملكة العربية السعودية في عام 2012 ترميم أول مسجدين تاريخيين في جدة التاريخية، هما مسجد الشافعي و مسجد المعمار، وقد بدأت أعمال ترميم مسجد الشافعي التاريخي بإشراف من وزارة الشؤون الإسلامية وبالتنسيق مع أمانة محافظة جدة ومركز إحياء تراث العمارة الإسلامية بالقاهرة والمشرف على ترميم المسجد برئاسة الدكتور صالح لمعي مصطفى، الذي أشار أن المسجد تعرض لتدهور شديد وتعديات قام بها من يريد الإصلاح ولكنهم لم يكونوا متخصصين في هذا المجال، مبينا أن نتائج التحاليل للمكونات الأساسية المستخدمة في المسجد قديما بينت أنها تحتوي على 28% رمل و10.3% جبس و61.7% أخرى، وتحدث عن اكتشاف وجودة مادة الرصاص في قاعدة أعمدة المسجد، بالإضافة إلى وجود أساسات بأعماق أكبر نتيجة الردم الأعوام الماضية بهدف الترميم، بالإضافة إلى وجود حركة في الرواق الداخلي بأكثر من 35 سم إلى 70 سم، بالإضافة إلى المحاولات السابقة للترميم باستخدام الاسمنت والتي أفسدت كثيرا من قيمة وجمالية المسجد وتطلب المشروع مزيداً من الجهود والدراسات، ومن المقرر الانتهاء من أعمال الترميم في عام 2015.